# Peter Joseph Fischbach
Peter Joseph Fischbach (* 14. März 1806 in Düren, Département de la Roer; † 10. Februar 1870 in Berlin) war ein deutscher Jurist, Friedensrichter und Heimatforscher sowie Abgeordneter im Preußischen Abgeordnetenhaus.

## Leben
Fischbach studierte nach dem Besuch des Stiftischen Gymnasiums Düren ab 1825 Rechtswissenschaften an der Rheinischen Friedrich-Wilhelms-Universität Bonn. Danach trat er als Referendar in den Dienst des Kreises Borken. 1836 heiratete er Catharina Fischbach, die Tochter des Düsseldorfer Buchbinders und Lithografen Johann Melchior Severin, die sich seit den 1820er Jahren durch Historien- und Porträtmalerei hervorgetan hatte. Das Paar bekam fünf Söhne, darunter den Musterzeichner und Kunstpädagogen Friedrich Fischbach.
Im Justizdienst des Königreichs Preußen wurde er kommissarischer Friedensrichter am Friedensgericht für den Landkreis Aachen, ab 1839 Richter des Friedensgerichts Beaumarais bei Saarlouis, ab 1843 Richter des Friedensgerichts Bensberg.
Im Revolutionsjahr 1848 sprach er als Christ und Anhänger der demokratischen Bewegung auf zahlreichen Versammlungen. Seit 1865 vertrat er den Wahlkreis Düren-Jülich im Preußischen Abgeordnetenhaus. Dort stand er Benedikt Waldeck nahe und gehörte zur Deutschen Fortschrittspartei.
Bereits als Referendar begann er, Beiträge zur Geschichte von Düren zu schreiben und Sagen aus dem Dürener Land zu sammeln. Sein Werk über „Dürener Volksthum“ wurde erst 1880 von Hubert Jakob Werners veröffentlicht. In den Jahren 1835 bis 1854 trug er gemeinsam mit dem Geistlichen Matthias Michael Bonn und dem Apotheker Dietrich Rumpel „Materialen zur Geschichte Dürens“ zusammen. Nach seinem Umzug nach Bensberg erschien 1843 sein Buch „Heilige Geschichten und Sagen“, zu dem seine Gattin Illustrationen beisteuerte. Außerdem sammelte er Material zu dem Werk „Die Sagen meiner Heimath und des Roerlandes“. 1854 gehörte er zu den Gründern des Historischen Vereins für den Niederrhein. In deren wissenschaftlichen Kommission engagierte er sich bis zu seinem Lebensabend. Des Weiteren setzte er sich für den „Landwirtschaftlichen Verein“ sowie für den „Hilfsverein Kölner Dom“ in Bensberg und für den Zentral-Dombau-Verein zu Köln ein, ferner im Schulvorstand der Höheren Knabenschule der Stadt.